# Paweł Piasecki (naukowiec)
Paweł Piasecki (ros. Павел Яковлевич Пясецкий) (ur. w 1843 w Orle, zm. w 1919 w Petersburgu) – polski i rosyjski lekarz, rysownik, podróżnik i botanik. 
Absolwent medycyny na Uniwersytecie Moskiewskim. Od lipca 1874 r. do września 1875 r. jako lekarz państwowej rosyjskiej wyprawy badawczej odbył podróż po Chinach. Na podstawie tej podróży  wydał w 1880 r. w Petersburgu książkę pt. Podróż do Chin (ros. Путешествие в Китай, w 1873 w Paryżu wyszło tej francuskie wydanie tej książki), gdzie zawarł obserwacje o kulturze, życiu, przyrodzie ówczesnych Chin oraz zamieścił 270 rycin swojego autorstwa. W tym samym roku miał wystawę swoich obrazów i rysunków poświęconych Chinom. Za wkład w poznanie przyrody Chin Piasecki został nagrodzony Wielkim Złotym Medalem Rosyjskiego Towarzystwa Geograficznego. Na podstawie pozyskanych w czasie podróży materiałów botanicznych opisanych zostało 36 nowych gatunków roślin. 

## Upamiętnienie
Nazwiskiem jego nazwano 12 gatunków roślin, m.in.: Arabis piasezkii, Rehmannia piasezkii, Salvia piasezkii i Vitis piasezkii.